# Le Sentier
Le Sentier és una població de la comuna suïssa de Chenit, de la qual és el cap. Està situada al cantó de Vaud i al districte del Jura-Nord vaudois. Aquest poble té 3000 habitants i una important indústria del rellotge.